# Oswald I. von dem Bergh
Oswald von der Leck (* 28. Februar 1442 in ’s-Heerenberg, heute ein Ortsteil von Montferland; † 1506 in ’s-Heerenberg) war regierender Graf von dem Bergh aus dem Adelsgeschlecht Leck.

## Leben
Oswald legte mit seinem Vater Wilhelm II. (die Mutter war Gräfin Luitgard von Bentheim) den Grund zu dem im 16. Jahrhundert nicht geringen Glanz seines im Geldrischen und Klevischen angesessenen Hauses. Er tat sich in den Wirren zwischen dem geldrischen Herzog Arnold und dessen Sohn Adolf hervor. Er war einer der Führer der dem letzteren zugewandten nationalen Partei, die sich der burgundischen und österreichischen Macht mit Erfolg widersetzte. Doch wusste er sich auch mit seinen Gegnern gut zu stellen und wurde 1486 in den Reichsgrafenstand erhoben, obwohl er auch nach Adolfs Tod meistens Partei für Karl von Egmond nahm. Die schwierige Lage seiner Besitzungen zwang ihn zu wiederholtem Parteiwechsel; doch scheint er von dem fast seinem ganzen Haus anklebenden Vorwurf des Eigennutzes und der Unzuverlässigkeit auch nicht frei gewesen zu sein. Er starb 1511.
Oswald wurde am 20. Dezember 1456 in Moers mit Elisabeth von Moers (1442–1493), einer Tochter von Graf Vinzenz von Moers-Saarwerden (1414–1499) verheiratet. Ihre Kinder waren:
- Anna (1466–1553) ⚭ Johann III. von Moers-Saarwerden
- Wilhelm III. (1468–1511) ⚭ Anna von Egmond-Herpen († 1517)
- Mechtild (1470–1539) ⚭ Friedrich von Bronckhorst
- Friedrich (1474–1513)
- Walburg (1476–1547) ⚭ Heinrich V. von Wisch
- Elisabeth (um 1479–1542)